# Tyrannus caudifasciatus
El tirano guatíbere  (Tyrannus caudifasciatus), también denominado pitirre guatíbere (en Cuba), pitirre manjuila (en la República Dominicana) o clérigo (en Puerto Rico), es una especie de ave paseriforme de la familia Tyrannidae perteneciente al género Tyrannus. Es nativo de las Antillas Mayores.

## Distribución
Se distribuye por Cuba, La Española (Haiti y República Dominicana), Jamaica, Puerto Rico, Bahamas y las Islas Caimán. Se ha avistado como vagante en Florida, Estados Unidos.
Esta especie es considerada común en sus hábitats naturales: los bordes de bosques, manglares y pantanos; también en matorrales de tierras bajas en Cuba. En las Bahamas, Cuba, Jamaica, e islas Caimán expande su hábitat para incluir jardines, áreas habitadas y bosques abiertos el período de noviembre a mayo en que el tirano dominicano (Tyrannus dominicensis) abandona estas islas.

## Descripción
Mide unos 23 cm de longitud. La cabeza y el cuello son de color negro mate y el resto del dorso es gris oscuro. La cola es negra pero con el ápice más pálido y rojizo y con ribete blanco ceniciento en el extremo; su corte terminal es redondeado. Las partes inferiores son mayormente blanco grisáceas, pero con tono algo amarillento en las axilas y en las cobertoras inferiores de la cola. El pico y los pies son negros. En la coronilla tiene una manchita anaranjada clara o amarilla que en el inmaduro está ausente, además este se distingue del adulto por tener las alas con barrados parduzcos. Su canto parece decir «te-te-til guatíbere». 

## Comportamiento
Se posan solos en perchas sin hojas para ver sus presas. Cuando cortejan se posan enfrentados, engrifan la coronilla, levantan mucho la cola y dejan las alas algo caídas, aparentando las preliminares de una pelea. Se alimentan de insectos voladores grandes, de lagartijas y frutas pequeñas.
Anidan de abril a julio a no mucha altura del suelo sobre la bifurcación de ramas finas horizontales. El nido es de forma de cuenco, hecho de ramillas, raicillas, fibras y pelos, y sin recubrimiento interno suave. La puesta es de dos o cuatro huevos de color blanco algo rosado con manchitas en el extremo grueso de colores castaño rojizo, pardo claro y morado grisáceo, miden 2,5 por 1,8 cm.

## Sistemática

### Descripción original
La especie T. caudifasciatus fue descrita por primera vez por el naturalista francés Alcide d'Orbigny en 1839 bajo el mismo nombre científico; su localidad tipo es: «Cuba».

### Etimología
El nombre genérico masculino «Tyrannus» proviene del nombre específico Lanius tyrannus, cuyo epíteto en latín significa ‘tirano’, ‘déspota’, ‘dictador’; y el nombre de la especie «caudifasciatus», se compone de las palabras del latín «cauda» que significa ‘cola’, y «fasciatus» que significa ‘de banda’.
«Pitirre» es nombre onomatopéyico genérico de los Tyrannus en Cuba debido a la vocalización del Tyrannus dominicensis, el más común en Cuba, y «guatíbere» también es nombre onomatopéyico debido a la voz de T. caudifasciatus. 

### Taxonomía
La división en subespecies está basada principalmente en la distribución insular, y algunos autores sugieren que debería tratarse como monotípica. En contraste, estudios recientes proponen que las subespecies taylori y gabbii sean tratadas como especies separadas, con base en el plumaje, la biometría y las vocalizaciones, lo que es considerado insuficiente por algunos autores para el reconocimiento como especies plenas. La subespecie flavescens se diferencia pobremente y sería mejor incluirla en la nominal, como ya lo hace el Congreso Ornitológico Internacional (IOC).

### Subespecies
Según la clasificación Clements Checklist/eBird se reconocen siete subespecies, en tres grupos, con su correspondiente distribución geográfica:
- Grupo politípico caudifasciatus:
  - Tyrannus caudifasciatus bahamensis (Bryant, 1864) – Bahamas.
  - Tyrannus caudifasciatus caudifasciatus d’Orbigny, 1839 – Isla de Cuba.
  - Tyrannus caudifasciatus caymanensis (Nicoll , 1904) – Islas Caimán.
  - Tyrannus caudifasciatus flavescens (Parkes, 1963 – isla de la Juventud, Cuba.
  - Tyrannus caudifasciatus jamaicensis (Chapman, 1892) – Jamaica.

- Grupo monotípico taylori:
  - Tyrannus caudifasciatus taylori (P.L. Sclater, 1912) – Puerto Rico, inclusive Vieques.

- Grupo monotípico gabbii:
  - Tyrannus caudifasciatus gabbii (Lawrence, 1876) – La Española.